# رضوان الازهر
رضوان الازهر (عربی: رضوان الأزهر؛ زادهٔ ۱۲ مهٔ ۱۹۷۹) بازیکن فوتبال اهل سوریه است.
از باشگاه‌هایی که در آن بازی کرده‌است می‌توان به باشگاه ورزشی المحافظه، باشگاه ورزشی الوحده (سوریه)، باشگاه ورزشی الجیش (سوریه)، و باشگاه ورزشی المجد اشاره کرد.
وی همچنین در تیم ملی فوتبال سوریه بازی کرده‌است.